# Alarik II
Alarik II (overleden 507) was koning van de Visigoten tussen 484-507. Hij volgde zijn vader Eurik op in Toulouse op 28 december 484.  Hij was een achter-kleinzoon van de beroemdere Alarik I, die Rome in 410 plunderde. Onder zijn bewind verloren de Goten het grootste deel van hun grondgebied in Gallië.

## Overlevering
In de overgeleverde bronnen krijgt het bewind van Alarik geen volledige behandeling, het weinige dat ze bevatten wordt echter overschaduwd door zijn dood in de slag bij Vouillé en de ondergang van het Toulosaanse koninkrijk.  Isidorus van Sevilla (560-636) die een geschiedenis over de Goten schreef, wijt slechts enkele alinea's aan Alarik en die voornamelijk gaan over zijn nederlaag op het slagveld. 
De vroegst gedocumenteerde gebeurtenis van Alariks' bewind betreft het onderdak bieden aan Syagrius, de voormalige heerser van het domein van Soissons (in wat nu noordwest-Frankrijk is) die was verslagen door Clovis I, koning van de Franken. Volgens het verslag van Gregorius van Tours (538-594) werd Alarik door Clovis geïntimideerd om Syagrius aan hem over te geven. Gregorius voegt er vervolgens negatief aan toe dat "de Goten een schuw volk zijn."

## Regering

het Koninkrijk van de Visigoten ten tijde van Alarik II.

### Spanje
Bij aanvang van zijn regering had Alarik een groot deel van het West-Romeinse rijk geërfd. Het Aquitaanse rijk van zijn vader omvatte niet alleen Aquitanië en een deel van de voormalige Romeinse provincia Gallia Narbonensis, maar ook heel Hispania met uitzondering van de noordwesthoek. In het Spaanse deel was het Gotische bestuur echter omstreden, want het schiereiland herbergde tal van autonome spelers, zoals de grote steden en gemeenschappen als de Sueven en Basken. Bovendien bevond zich in Spanje geen staand Gotisch leger. Er dienden regelmatig militaire campagnes zuidwaarts te worden gestuurd om de lokale controle te handhaven.  Bij de opstand van Burdunellus kwam Alarik zelf in het geweer. In Caesaraugusta riep Burdunellus zich in 496 uit tot Romeins keizer. Zijn opstand bleef echter beperkt tot de Ebro-vallei en werd door Alarik succesvol neergeslagen.

## Religie
Alarik was een aanhanger van het ariaanse geloof, zoals alle vroege Gotische edelen, maar was zeer tolerant voor de kaholieke kerk. Hij verzachtte de vervolging van de katholieken en stond hun in 506 toe het Concilie van Agde te houden. Desalniettemin was zijn relatie met de katholieke bisschoppen van Arelate (moderne Arles) ongemakkelijk zoals belichaamd in de carrière van de Gallo-Romeinse Caesarius, bisschop van Arles, die in 503 tot bisschop werd benoemd. Caesarius werd ervan verdacht samen te spannen met de Bourgondiërs, wiens koning met de zus van Clovis was getrouwd, om de Bourgondiërs te helpen Arles te veroveren. Alarik verbande hem voor een jaar naar Bordeaux in Aquitanië, waarna deze ongedeerd kon terugkeren toen de crisis voorbij was.

### Lex Romana Visigothorum

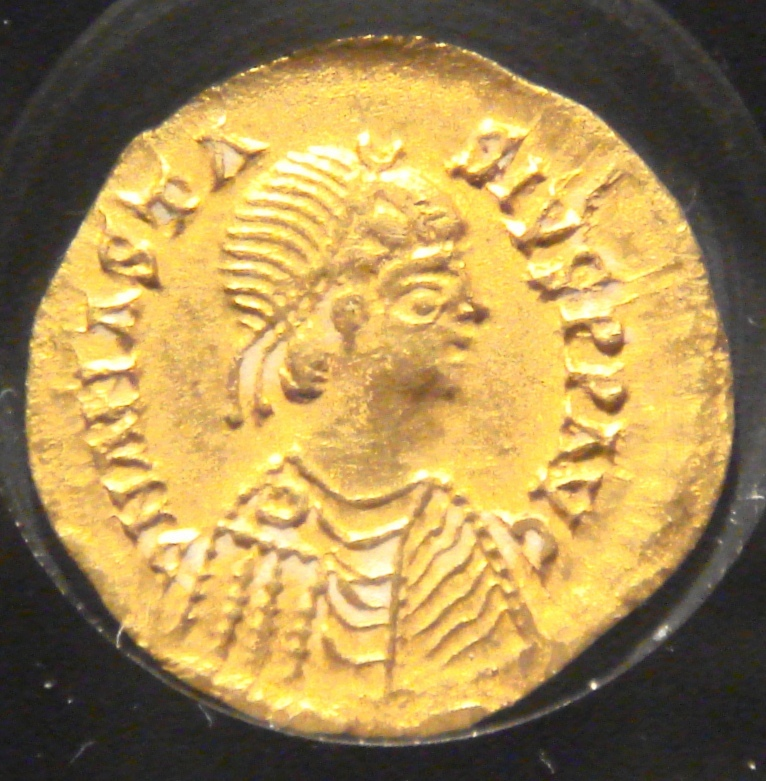
Munt van Alarik II met afbeelding van keizer Anastatius I

Alarik stelde een commissie aan om een overzicht te maken van de Romeinse wetten en keizerlijke besluiten, die gezaghebbend moesten zijn voor zijn Romeinse onderdanen. Deze zijn bekend als het Breviarium Alaricianum en worden ook wel Lex Romana Visigothorum genoemd. Het Breviarium Alaricianum kreeg in 506 kracht van wet in Toulouse en zou tot in het midden van de twaalfde eeuw in gebruik blijven.
Alaric toonde vergelijkbare wijsheid in politieke aangelegenheden door een commissie aan te stellen om een samenvatting van de Romeinse wetten en keizerlijke decreten op te stellen, die de gezaghebbende code voor zijn Romeinse onderdanen zouden vormen. Dit staat algemeen bekend als de Breviarium Alaricianum.

## Buitenlands beleid
Het bewind van Alarik staat niet als oorlogszuchtig bekend, desalniettemin werden de Goten onder hem bij meerdere oorlogen betrokken. Bij aanvang kreeg Alarik te maken met de zeer offensieve politiek van Clovis die in 486 de Romeinse gebieden van Syagrius en Arbogastes veroverde en de bevelvoering over het resterende Romeinse leger in Gallië naar zich toetrok.  Het Frankische grondgebied grensde nu aan dat van de Aquitaanse Goten. Syagrius vluchtte naar Alarik, maar  deze zond hem geboeid terug naar Clovis, die Syagrius liet executeren. Hierna werd spoedig duidelijk dat Clovis de belangrijkstee rivaal van Alarik om de macht in Gallië zouden worden.

### Bondgenootschappen
Ondanks de Frankische opmars in de jaren die volgden, was Alarik niet bang om het militaire initiatief te nemen als dit zich voordeed. In 493 hielp Alarik de eveneens Gotische koning, Theodorik de Grote, bij zijn verovering van Italië. Hij stuurde een leger om Odoaker's belegering van Pavia op te heffen, waar Theodorik ingesloten was.
Met de Italiaanse Goten sloot Alarik een verdrag die bezegeld werd met een huwelijk. Hij trouwde met Theodegotha, de  dochter van Theodorik. Desondanks voorkwam dit huwelijk niet dat het Aquitaanse rijk werd aangevallen door de Franken.

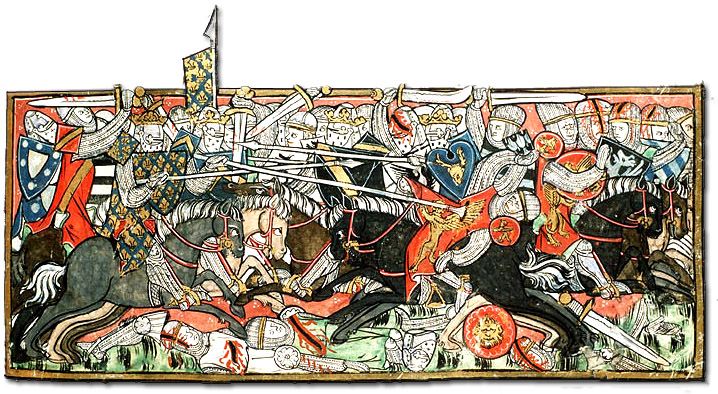
270pxClovis vecht tegen de Visigoten

Met de inval van Clovis in 496 brak de eerste Frankisch-Visigotische Oorlog uit die twee jaar in beslag nam.  Deze oorlog lijkt door Clovis vooral te zijn ingegeven om krijgsbuit te vergaren en was niet zozeer gericht op  het veroveren van het zuiden. Doordat het Gotische leger met Alarik in Spanje verbleef om de opstand van Burdunellus neer te slaan ondervond Clovis weinig tegenstand en vielen de Aquitaanse steden Poitiers, Saintes in zijn handen Alarik kon pas met Clovis afrekenen nadat hij Noord-Spanje had gepacificeerd. In de loop van 498 waren alle veroverde steden weer in Gotische handen en de Franken teruggeslagen.

### Bourgondische Oorlog
Toen de Franken de Bourgondiërs aanvielen in het decennium na 500, assisteerde Alarik het heersende huis, en volgens Wolfram stond de zegevierende Bourgondische koning Gundobad Avignon af aan Alarik. In 502 ontmoetten Clovis en Alarik elkaar op een eiland in de Loire bij Amboise voor persoonlijke gesprekken, wat leidde tot een vredesverdrag.

### Slag bij Vouillé en Nasleep
De tussenkomst van Theodorik, koning van de Ostrogoten en schoonvader van Alarik mocht niet baten want begin 507 brak er opnieuw een oorlog uit met de Franken. Nu was het Clovis' doel om het zuiden te veroveren en zijn grondgebied uit te breiden tot de Middellandse zee. Ditmaal trok Alarik snel op tegen Clovis. In de buurt van Poitiers bij Vouillé vond het treffen plaats. De uitkomst van deze veldslag was desastreus voor hem. Gregorius van Tours, de belangrijkste bron over de details van deze veldslag, meldt dat de kern van het Visigotische leger werd vernietigd en Alarik II gedood (zogenaamd door Clovis in een direct gevecht). 
Volgens Heather was het ernstigste gevolg van deze slag dat het koninkrijk van de Goten "door de dood van zijn koning in de strijd" in wanorde werd gestort. De erfgenamen van Alarik waren zijn oudste zoon, de buitenechtelijke Gesalik, en zijn jongste zoon, de legitieme Amalarik, die nog een kind was. Gesalik bleek incompetent en in 511 nam koning Theodorik de troon van het koninkrijk over, ogenschijnlijk namens Amalarik - Heather gebruikt het woord "gekaapt" om zijn actie te beschrijven. Hoewel Amalarik uiteindelijk zelf koning werd, werd de politieke continuïteit van het Visigotische koninkrijk verbroken. 
Alarik I ·
Athaulf ·
Sigerik ·
Wallia ·
Theoderik I ·
Thorismund ·
Theoderik II ·
Eurik ·
Alarik II ·
Gesalic ·
Amalarik ·
Theudis ·
Theudigisel ·
Agila I ·
Athanagild ·
Liuva I ·
Leovigild ·
Reccared I ·
Liuva II ·
Witterik ·
Gundemar ·
Sisebut ·
Reccared II ·
Suintila ·
Sisenand ·
Chintila ·
Tulga ·
Chindaswinth ·
Recceswinth ·
Wamba ·
Erwig ·
Ergica ·
Wittiza ·
Roderik ·
Achila II ·
Ardon